# Apsithra dohertyi
Apsithra dohertyi är en fjärilsart som beskrevs av Moore 1899. Apsithra dohertyi ingår i släktet Apsithra och familjen praktfjärilar. Inga underarter finns listade i Catalogue of Life.